# 산텔레나산니타
산텔레나산니타(이탈리아어: Sant'Elena Sannita)는 이탈리아 몰리세주 이세르니아도의 코무네다. 캄포바소로부터 서쪽 15km, 이세르니아로부터 동쪽으로 20km 거리에 있다.